# Święto czterdziestu męczenników w Sztipie
Święto czterdziestu męczenników w Sztipie – macedońskie święto obchodzone 22 marca w Sztipie w Macedonii. W 2013 roku wpisane przez UNESCO na Listę reprezentatywną niematerialnego dziedzictwa kulturowego.

## Historia
Święto jest uznawane za pierwszy dzień wiosny i obchodzone 22 marca ku czci czterdziestu męczenników z Sebasty. Uczestnicy obchodów gromadzą się w Sztipie i udają na wzgórze Isar. Po drodze zatrzymują się w cerkwi św. Michała Archanioła należącej do Macedońskiego Kościoła Prawosławnego. Zgodnie z tradycją podczas wędrówki każdy powinien pozdrowić 40 znajomych oraz zebrać 40 kamieni i 40 kwiatów lub gałązek z rosnących w pobliżu migdałowców. Po wejściu na szczyt wzgórza należy wypowiedzieć życzenia i wrzucić 39 kamieni do płynącej w dole rzeki. Ostatni kamień należy zachować i włożyć wieczorem pod poduszkę. Niezamężnym dziewczynom ma się przyśnić ukochany. Przez dwa lata, w okresie pandemii nie organizowano obchodów. Wznowiono je w 2022 roku. Po dwuletniej przerwie odbyła się również 8 edycja Poetski pozdraw na Czetrse. Wzięło w niej udział 100 poetów, a przygotowane wiersze zostały wydane w okolicznościowym tomiku.

## Wpis na listę niematerialnego dziedzictwa UNESCO
Wniosek o wpis na Światową Listę niematerialnego Dziedzictwa UNESCO został złożony w 2011 roku. Wpisu dokonano podczas spotkania w Baku w dniach 2–7 grudnia 2013 roku. W kolejnych obchodach w 2014 roku wzięli udział: prezydent Republiki Macedonii Ǵorge Iwanow, minister kultury Elizabeta Kanczeska-Miłewska, dyrektor Instytutu Folkloru Marko Cepenkowa Zoran Malinow, burmistrz Sztipu Iłczo Zahariew.